# 国际大学生体育联合会大学生足球世界杯
国际大学生体育联合会大学生足球世界杯（FISU University World Cup Football）是国际大学生体育联合会举办的单项大学生体育赛事世界杯。在那不勒斯2019年夏季世界大学生运动会结束后，足球项目从世界大学生运动会中脱离，由此而产生了新的大学生足球世界杯。2019年首届大学生足球世界杯在中国福建省晋江市举办，同时晋江市也将举办2023年第二届大学生足球世界杯。

## 历史
1979年，足球成为世界大学生运动会中的可选项目。
1985年起，足球成为大运会必选项目。
2017年，国际大学生体育联合会开始筹办大学生足球世界杯。
2018年2月，晋江获得2019年、2021年、2023年及2025年共4届国际大体联足球世界杯的举办权，以及2027年至2031年的3届优先举办权。 但因2019冠状病毒疫情，2021年世界杯推迟至2023年。
2019年，那不勒斯夏季世界大学生运动会结束后，足球项目从世界大学生运动会中脱离，成为独立的大学生世界杯赛事；同年11月21日-12月1日，首届大学生足球世界杯于中国福建省晋江市举办。 本次比赛由卡尔美冠名，因此亦称卡尔美2019年国际大体联足球世界杯。

## 历届赛事
| 届数 | 年份 | 主办城市         | 参赛队数 | 男子组冠军       | 女子组冠军       |
| ---- | ---- | ---------------- | -------- | ---------------- | ---------------- |
| 1    | 2019 | 中国福建省晋江市 | 24       | 乌拉圭共和国大学 | 加拿大渥太华大学 |
| 2    | 2023 | 中国福建省晋江市 |          |                  |                  |
| 3    | 2025 | 中国福建省晋江市 |          |                  |                  |